# Ланге, Юлиус Генрик
Юлиус Генрик (Хенрик) Ланге (дат. Julius Henrik Lange; 19 июня 1838, Вордингборг — 19 августа 1896, Копенгаген) — датский историк и теоретик искусства. Младший брат медика и физиолога Карла Георга Ланге.

## Биография
Юлиус Хенрик Ланге родился в Вордингборге, Зеландия (остров на востоке Дании). В 1858 году поступил в Копенгагенский университет, несколько лет спустя отправился в поездку по Италии, после чего решил всецело посвятить себя изучению истории классического искусства.
В 1870 году Ланге был назначен преподавателем истории искусств Датской королевской академии искусств, с 1871 года — в Копенгагенском университете.

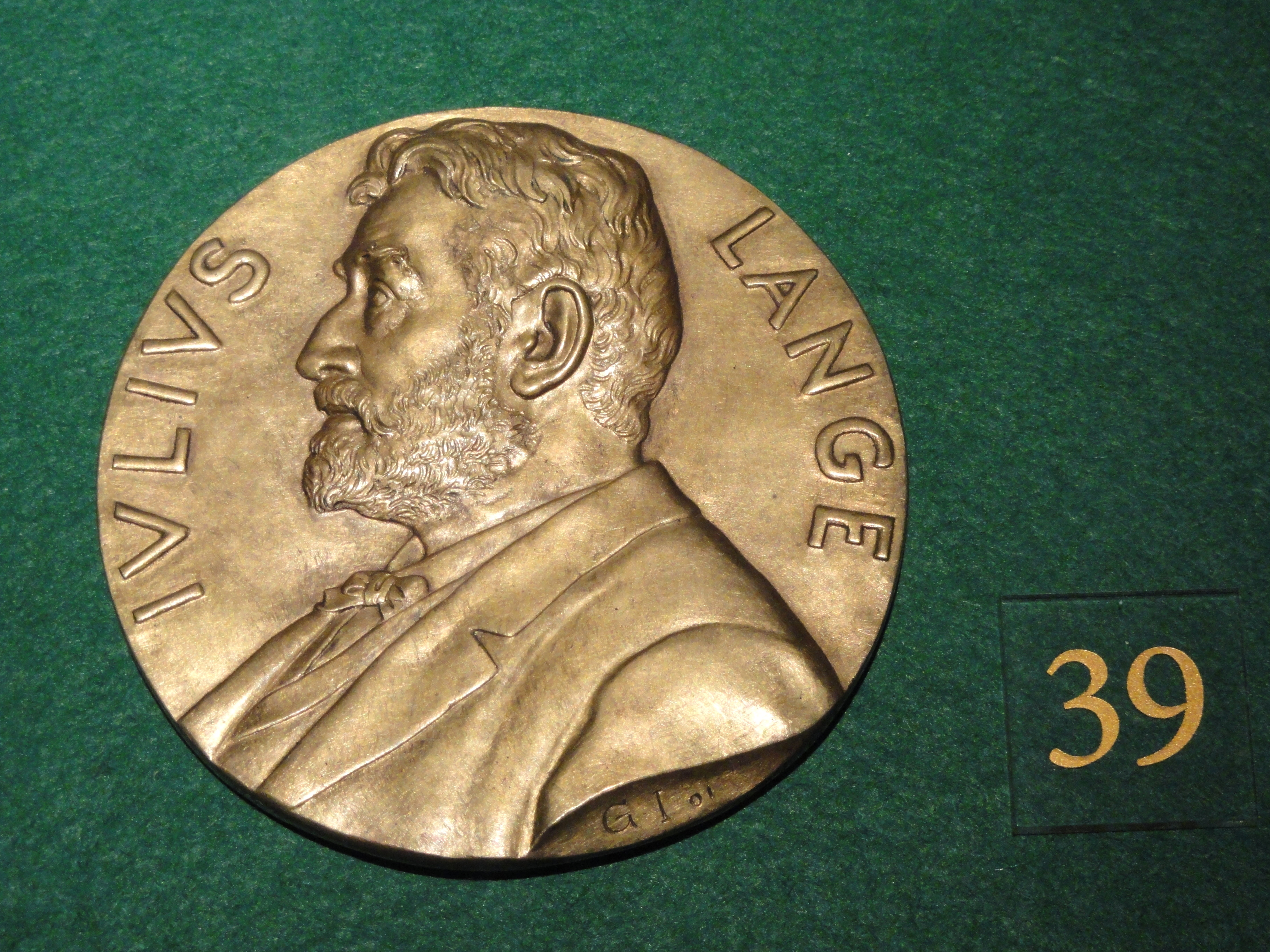
Медаль в честь профессора Юлиуса Ланге. 1901

В 1877 году он стал членом Датской королевской академии наук. Из его сочинений, посвящённых классическому искусству, наиболее выдающимися являются: «Микеланджело в мраморе» (дат. Michelangelo og Marmoret, 1871), «О ценности искусства» (дат. Om Kunstværdi, 1876), «Наше и заграничное искусство» (дат. Vor Kunst og Udlandets, 1879), «Сергель и Торвальдсен» (дат. Sergel og Thorvaldsen, 1886).
Ланге на основе собственных наблюдений первым сформулировал «закон фронтальности» в архаической скульптуре Древнего Египта и Греции, согласно которому у скульптурных произведений архаического периода всегда выявлена одна, главная точка зрения (прямо спереди), а объёмность складывается из условного совмещения под прямым углом фронтальных и профильных проекций, сохраняющих массив каменного блока. Отсюда характерные прямая линия лба и носа, «раскосые глаза» и так называемая «архаическая улыбка», имеющие не этнический, а исключительно пластический характер.
Эти идеи, среди прочих, Ланге изложил в книге «Боги и люди у Гомера» (дат. Guder og Mennesker hos Homer; 1881) и в опубликованном на немецком языке посмертно труде «Изображение человека в древнегреческом искусстве» (нем. Die Darstellung des Menschen in der ältern griechischen Kunst, Страсбург, 1899), «Фигура человека в истории искусства от второго золотого века греческого искусства до XIX века» (нем. Die menschliche Gestalt in der Geschichte der Kunst von der zweiten Blütezeit der griechischen Kunst bis zum 19. Jahrhundert, 1903).
Письма и рукописи учёного опубликовал датский писатель Георг Брандес (Breve fra hans ungdom, 1898; на немецком языке: Лейпциг, 1899).